# Kapitolski grič
Kapitolski grič ali Kapitol (latinsko Capitolinus mons ali Capitolium, italijansko Monte Capitolino ali Campidoglio) je eden od sedmih rimskih gričev, kjer je bilo ustanovljeno zgodovinsko mesto Rim.
Hrib je bil prej znan kot Mons Saturnius, posvečen bogu Saturnu. Beseda Capitolium se je najprej nanašala na tempelj Jupitra Optimusa Maximusa, ki je bil na hribu, vendar se je pomen razvil in se nanaša na celoten hrib in celo na druge Jupitrove templje na drugih hribih. V etimološkem mitu starodavni viri povezujejo ime s caput ('glava', 'vrh') zaradi zgodbe, ki pravi, da so pri postavljanju temeljev templja našli moško glavo. Rimljani so imeli Capitolium za neuničljiv in so ga sprejeli kot simbol večnosti.

## Antična zgodovina
Na tem hribu je rimska deklica Tarpeja spustila Sabinke, ki so se priplazile do Citadele. Zaradi te izdaje je bila Tarpeja prva kaznovana tako, da so jo vrgli s strme pečine s pogledom na Rimski forum. Ta pečina je bila kasneje po Vestalki poimenovana Tarpejska skala in je postala pogosto mesto usmrtitev. Sabinke, ki so se po ugrabitvi Sabink priselile v Rim, so se naselile na Kapitolu.
Vulkanal (Vulkanovo svetišče), sveti prostor iz 8. stoletja pred našim štetjem, je zasedal velik del vzhodnih spodnjih pobočij Kapitola, na čelu tega, kar je kasneje postalo Rimski forum. Na vrhu je stal tempelj za Kapitolsko triado, ki ga je začel graditi peti rimski kralj Tarkvinij Prisk (vladal 616–579 pr. n. št.), dokončal pa ga je sedmi in zadnji kralj Tarkvinij Superb (535–496 pr. n. št.). Veljal je za enega največjih in najlepših templjev v mestu, čeprav je danes od njega ostalo le malo. Mestna legenda se začne z najdbo človeške lobanje (beseda za glavo v latinščini je caput), ko so po Tarkvinijevem ukazu kopali temeljne jarke za Jupitrov tempelj. Nedavna izkopavanja na Kapitolu so pod Jupitrovim templjem odkrila zgodnje pokopališče.
Na Kapitolu je zgrajenih več pomembnih templjev: tempelj Junone Monete, tempelj Virtus in tempelj Jupitra Optimusa Maximusa Kapitolskega. Tempelj kapitolskega Jupitra je najpomembnejši med templji. Zgrajen je bil leta 509 pr. n. št. in je bil skoraj tako velik kot Partenon. Hrib in Jupitrov tempelj sta postala simbola Rima, prestolnice sveta. Saturnov tempelj je bil zgrajen ob vznožju Kapitola na zahodnem koncu Foruma Romanuma.
Ko so senonski Galci, ki so se naselili v osrednjevzhodni Italiji, leta 390 pr. n. št. po bitki pri reki Aliji napadli Rim, je bil Kapitol edini del Rima, ki se je izognil zavzetju barbarov, ker so ga utrdili rimski branilci. Po legendi je bil Mark Manlij opozorjen na galski napad svetih rimskih gosi Junone.
Ko je Julij Cezar med svojim triumfom doživel nesrečo, ki je jasno kazala na Jupitrovo jezo zaradi njegovih dejanj v državljanskih vojnah, se je na kolenih približal hribu in Jupitrovemu templju, da bi preprečil nesrečno znamenje. Kljub temu so ga šest mesecev pozneje umorili, Brut in njegovi drugi morilci pa so se nato zaklenili v templju. Vespazijanov brat in nečak sta bila oblegana v templju med letom štirih cesarjev (69). Med tem incidentom je tempelj uničil požar.
Tabularij, ki je pod zemljo pod trgom in vrhom hriba, zaseda istoimensko stavbo, zgrajeno v 1. stoletju pred našim štetjem za hrambo rimskih državnih zapisov. Tabularij gleda z zadnje strani na Rimski forum. Glavna znamenitost Tabularija, poleg same strukture, je Vejovisov tempelj. V dolgem obdobju antičnega Rima je bil Kapitolski hrib geografsko in ceremonialno središče. Vendar pa je bilo nekdanje središče v času renesanse neurejena skupnost dotrajanih stavb in prizorišče usmrtitev zločincev.
- Saturnov tempelj na Rimskem forumu
- Kip Minerve/Atene Kapitola v muzeju Centrale Montemartini v Rimu

## Srednjeveška zgodovina
Cerkev Santa Maria in Aracoeli stoji ob trgu, blizu mesta, kjer je nekoč stal starodavni arx ali citadela na vrhu hriba. Ob njenem vznožju so ostanki rimske insule, z več kot štirimi nadstropji, vidnimi z ulice.
V srednjem veku je bila sveta funkcija hriba zakrita z njegovo drugo vlogo središča mestne uprave Rima, ki je bila v 12. stoletju oživljena kot komuna. Rimska uprava je bila zdaj trdno pod papeškim nadzorom, toda Kapitol je bil prizorišče gibanj mestnega odpora, kot so bili dramatični prizori oživljene republike Cole di Rienza.
Leta 1144 je upor državljanov proti oblasti papeža in plemstva privedel do tega, da se je senat naselil na Kapitolu. Senatska nova palača je obrnila hrbet starodavnemu forumu, s čimer se je začela sprememba orientacije hriba, ki jo je Michelangelo kasneje poudaril. Pred senatorjevo palačo je bil zgrajen majhen trg, namenjen skupnostnim namenom. Sredi 14. stoletja je bilo na južnem koncu trga zgrajeno cehovsko sodišče. V 15. stoletju so tam imeli sedež konservatoriji. Posledično je bil trg že v 16. stoletju obdan z zgradbami.

## Michelangelo
Obstoječo zasnovo Kapitolskega trga (Piazza del Campidoglio) in okoliških palač je ustvaril renesančni umetnik in arhitekt Michelangelo Buonarroti v letih 1536–1546. Na vrhuncu slave ga je naročil farneški papež Pavel III., ki je želel simbol novega Rima, s katerim bi navdušil Karla V., čigar prihod je bil pričakovan leta 1538. To mu je ponudilo priložnost, da zgradi monumentalni mestni trg za veliko mesto in ponovno vzpostavi veličino Rima.
Michelangelovi prvi načrti za trg in prenovo okoliških palač izvirajo iz leta 1536. Njegov načrt je bil izjemno obsežen. Poudaril je obrat klasične orientacije Kapitola, s simbolično gesto, s katero je rimsko mestno središče obrnil stran od Rimskega foruma in ga namesto tega obrnil proti papeškemu Rimu in krščanski cerkvi v obliki bazilike sv. Petra. Ta polkrožni zavoj lahko razumemo tudi kot Michelangelovo željo, da bi se obrnil na nov, razvijajoči se del mesta in ne na starodavne ruševine preteklosti.
Konjeniški kip Marka Avrelija naj bi stal na sredini trga, postavljenega na tlakovanem ovalnem polju. Michelangelo je bil naročen, naj zagotovi okolje za kip in uredi nepravilen vrh hriba, ki ga že tako obremenjujeta dve propadajoči srednjeveški stavbi, postavljeni pod ostrim kotom druga proti drugi. Palazzo del Senatore naj bi obnovili z dvojnim zunanjim stopniščem, zvonik pa naj bi premaknili na osrednjo os palače.
Palazzo dei Conservatori naj bi obnovili, novo stavbo, tako imenovano Palazzo Nuovo, pa naj bi pod enakim kotom na severni strani trga zgradili tako, da bi odmaknili konservatorije in ustvarili trapezoidno trg. Na sprednji strani trga naj bi zgradili zid in ograjo, ki bi mu dala trdno mejo na strani, obrnjeni proti mestu. Do zaprtega trga naj bi od spodaj vodilo stopnišče, ki bi še bolj poudarilo osrednjo os.
Zaporedje, kordonata, trg in osrednja palača so prva urbanistična uvedba kulta osi, ki naj bi zapolnil italijanske vrtne načrte in se uresničil v Franciji.
Izvedba načrta je bila počasna: v Michelangelovem življenju je bilo dejansko le malo dokončanih. Kordonata Capitolina še ni bila postavljena, ko je prispel cesar Karel, in cesarska družba se je morala povzpeti po pobočju od Foruma, da bi si ogledala dela v teku. Delo se je nadaljevalo zvesto po njegovih načrtih in Campidoglio je bil dokončan v 17. stoletju, razen tlakovcev, ki so bili končani tri stoletja pozneje.

## Kapitolski trg
Pogled iz ptičje perspektive na grafiko Étienna Dupéraca prikazuje Michelangelovo rešitev problema prostora na kapitolskem trgu. Kljub novim fasadam, ki so bile osredotočene na novo palačo na zadnji strani, je bil prostor trapezoiden, fasade pa niso bile obrnjene pravokotno druga proti drugi. Še huje, celotno območje se je na grafiki nagibalo v levo. Michelangelova rešitev je bila radikalna.
Stopničasta klančina cordonate je bila zasnovana tako, da je, podobno kot počasne tekoče stopnice, obiskovalce dvignila proti nebu in jih odložila na prag občinske oblasti. Ovalna oblika v kombinaciji z diamantnim vzorcem v njej je bila igra s prejšnjimi renesančnimi geometrijami kroga in kvadrata. Travertinski vzorec, vgrajen v tlakovce, je popolnoma raven: po obodu se dvigajo nizke stopnice, ki se nato, glede na naklon, zlivajo v tlakovce. Njegovo središče se rahlo vzpenja, tako da se zdi, kot da stojimo na izpostavljenem delu velikanskega jajca, ki je skoraj zakopano v središču mesta, v središču sveta, kot je poudaril Michelangelov zgodovinar Charles de Tolnay. Prepletena dvanajstkraka zvezda subtilno namiguje na ozvezdja, ki se vrtijo okoli tega prostora, imenovanega Caput mundi, kar v latinščini pomeni 'glava sveta'. Te zasnove tlakovanja papeži niso nikoli izvedli, saj so morda zaznali podtekst manj krščanskega pomena, vendar je Benito Mussolini leta 1940 naročil dokončanje tlakovanja po Michelangelovem načrtu.
Na trgu dominirajo tri palačeː na levi Muzejska palača (Palazzo Nuovo), na desni Konservatorska palača (Palazzo di Conservatori), v ozadju na sredi pa Senatska palača (Palazzo del Senatore). Osnutke za ureditev trga in palač je med leti 1536 in 1546 prav tako izdelal Michelangelo, po njegovi smrti leta 1564 pa sta delo dokončala Giovanni della Porta in Rainaldi. 
V Senatski palači iz 12. stoletja je od nekdaj sedež rimske posvetne mestne uprave, Palača konservatorjev iz 15. stoletja pa je bila namenjena nižjim uradnikom. Michelangelo je srednjeveški palači  dal tudi osrednji zvonik, prenovljeno fasado in veliko razdeljeno zunanje stopnišče.
Zaradi simetrije je dal Michelangelo na desno stran zgraditi identično stavbo, t. i. Muzejsko palačo. V Konservatorski palači je od leta 1471 najstarejša javna muzejska postavitev na svetu, z zbirko antičnih starin. V Senatski palači je sedaj pisarna župana rimske mestne občine, sejna dvorana občinskega sveta in druge upravne dvorane. 
V Konservatorski palači so danes na ogled t.i. konservatorske dvorane, muzej in Pinakoteka, sloveča likovna galerija, ki jo je ustanovil papež Benedikt XIV., v njej so na ogled dela van Dycka, Rubensa, Guercina, Renija in drugih umetnikov. 
Leta 1583 je dal papež Pavel III. v središče dvanajsterokrake zvezde na kapitolskem trgu preseliti antični bronasti kip cesarja Marka Avrelija, za katerega so zmotno domnevali, da predstavlja krščanskega cesarja Konstantina Velikega. Ta zmota je kip obvarovala, da ga niso uničili in stalili. Originalni kip, ki je bil prvotno pozlačen, danes hranijo v Kapitolskem muzeju, na trgu pa so postavili njegovo kopijo.

### Ograja
Ograja, ki jo prekinjajo skulpture na vrhu velikanskih pilastrov, je zaključevala kompozicijo, eno najvplivnejših Michelangelovih zasnov. Dva masivna antična kipa Kastorja in Poluksa, ki krasita ograji, nista enaka tistima, ki ju je postavil Michelangelo in sta zdaj pred Palazzo del Quirinale.

## Spomenik Viktorja Emanuela II.
Ob vznožju Kapitola, sredi parkov, stoji mogočni 70 m visok spomenik Viktorja Emanuela II., poimenovan »Il Vittoriano«, delo arhitekta Sacconija v letih 1885-1911. Zgrajen je iz belega italijanskega marmorja, peščenca in drugih vrst kamnov. Z grobom neznanega vojaka iz prve svetovne vojne je poudarjena združitev Italije in vloga prvega italijanskega kralja v novi državi, Viktorja Emanuela II.

## Cerkev Santa Maria d'Aracoeli
Desno od spomenika vodi stopnišče s 124 marmornimi stopnicami  do cerkve S. Maria d'Aracoeli.